# Conus aurantius
Espèce
Statut de conservation UICN

 NT  : Quasi menacé
Conus aurantius est une espèce de mollusques gastéropodes marins de la famille des Conidae.
Comme toutes les espèces du genre Conus, ces escargots sont prédateurs et venimeux. Ils sont capables de « piquer » les humains et doivent donc être manipulés avec précaution, voire pas du tout.

## Distribution
Cet escargot marin est présent au large des Antilles néerlandaises et des îles Vierges.

### Niveau de risque d’extinction de l’espèce
Selon l'analyse de l'UICN réalisée en 2011 pour la définition du niveau de risque d'extinction, cette espèce a une aire de répartition restreinte et est endémique aux îles de Klein Bonaire, Bonaire et Curaçao. Cependant, elle bénéficie de la protection d'aires marines protégées telles que la ZMP de Bonaire. Étant donné que cette espèce a une si petite aire de répartition, moins de dix emplacements, et qu'elle est sujette à la collecte, elle est inscrite dans la catégorie "quasi-menacée" - répondant presque à l'objectif VU D2.

## Taxonomie

### Publication originale
L'espèce Conus aurantius a été décrite pour la première fois en 1792 par le conchyliologiste danois Christian Hee Hwass (1731-1803) dans la publication intitulée « Encyclopédie méthodique ou par ordre de matières Histoire naturelle des vers - volume 1 » écrite par le naturaliste français Jean-Guillaume Bruguière (1750-1798),.

### Synonymes
- Conus (Stephanoconus) aurantius Hwass, 1792 · appellation alternative
- Protoconus aurantius (Hwass, 1792) · non accepté
- Tenorioconus aurantius (Hwass, 1792) · non accepté

## Identifiants taxonomiques
Chaque taxon catalogué par les bases de données biologiques et taxonomiques possède un identifiant qui permet d'établir un point de référence. Les identifiants de Conus aurantius dans les principales bases sont les suivants :
CoL : XWXZ - GBIF : 5795803 - iNaturalist : 431845 - IRMNG : 10524257 - NCBI : 605838 - TAXREF : 94311 - UICN : 192716 - 